# 5 رجب
- السبت
- الأحد
- الاثنين
- الثلاثاء
- الأربعاء
- الخميس
- الجمعة

- 2728 ديسمبر 2024
- 2829 ديسمبر 2024
- 2930 ديسمبر 2024
- 3031 ديسمبر 2024
- 11 يناير 2025
- 22 يناير 2025
- 33 يناير 2025
- 44 يناير 2025
- 55 يناير 2025
- 66 يناير 2025
- 77 يناير 2025
- 88 يناير 2025
- 99 يناير 2025
- 1010 يناير 2025
- 1111 يناير 2025
- 1212 يناير 2025
- 1313 يناير 2025
- 1414 يناير 2025
- 1515 يناير 2025
- 1616 يناير 2025
- 1717 يناير 2025
- 1818 يناير 2025
- 1919 يناير 2025
- 2020 يناير 2025
- 2121 يناير 2025
- 2222 يناير 2025
- 2323 يناير 2025
- 2424 يناير 2025
- 2525 يناير 2025
- 2626 يناير 2025
- 2727 يناير 2025
- 2828 يناير 2025
- 2929 يناير 2025
- 3030 يناير 2025
- 131 يناير 2025

5 رجب أو 5 رجب الفرد أو 5 رجب المُرجَّب أو يوم 5 \ 7 (اليوم الخامس من الشهر السابع) هو اليوم الثاني والثمانون بعد المائة (182) من أيَّام السنة (أو الثالث والثمانون بعد المائة لو كان شهر جمادى الآخرة مُتممًا لليوم الثلاثين أو الرابع والثمانون بعد المائة لو أتم كلاً من صفر وربيع الآخر وجمادى الآخرة ثلاثين يوماً) وفق التقويم الهجري القمري (العربي). يبقى بعده 172 أو 173 يومًا لانتهاء السنة.

## أحداث
- 15 هـ - نشوب معركة اليرموك بين المسلمين بقيادة خالد بن الوليد وجموع الروم في وادي اليرموك، وقد كانت معركةً هائلةً انتصر فيها المسلمون، وكان من آثار هذا النصر أن استقرت حركة الفتوحات الإسلامية في بلاد الشام.
- 92 هـ - طارق بن زياد ينزل إلى الأندلس بعد أن عبر البحر المتوسط وذلك لغزوها بعد الاتفاق مع يوليان حاكم سبتة.
- 1367 هـ - إعلان الأحكام العرفية في مصر بسبب حرب فلسطين.
- 1376 هـ - بدأ عملية إزالة سور الكويت الذي يحيط بمدينة الكويت وذلك بهدف إفساح المجال أمام امتداد العمران مع الإبقاء على بواباته الخمس كمعلم تاريخي وسياحي.
- 1384 هـ - الكويت تشكل مجلس الدفاع الأعلى وتضعه تحت رئاسة رئيس الوزراء.
- 1385 هـ - اختفاء المعارض المغربي المهدي بن بركة في باريس.
- 1389 هـ - تعيين الإمام الأكبر محمد الفحام شيخا للجامع الأزهر.
- 1410 هـ - تفجر الصراع على السلطة في الشطر الشرقي من بيروت بين رئيس الحكومة العسكرية ميشال عون والقوات اللبنانية بقيادة سمير جعجع مما أسفر عن سقوط عشرة قتلى، والولايات المتحدة تحمل عون المسؤولية وتطالبه بالتنحي.
- 1413 هـ - تنظيم القاعدة يقوم بأول عملية هجوم بتفجير قنبلتين في عدن باليمن إستهدفت الأولى فندق موفنبيك والثانية موقف السيارات التابع لفندق جولدموهر.
- 1419 هـ - إطلاق مياه نهر النيل عبر ترعة السلام في إطار مشروع تنمية سيناء.
- 1427 هـ - إسرائيل تقصف بلدة قانا اللبنانية، وأدى القصف إلى مقتل ما يقارب 55 طفلاً وامرأة وذلك أثناء الحرب التي تشنها على لبنان.
- 1430 هـ -
  - الرئيس اللبناني ميشال سليمان يكلف سعد الدين الحريري بتشكيل الحكومة الجديدة وذلك بعد تسميته من 86 نائبًا في البرلمان.
  - الرئيس الموريتاني المخلوع سيدي محمد ولد الشيخ عبد الله يستقيل من منصبه رسميًا بعد قيامه بتعيين حكومة وحدة وطنية جديدة لكي يتسنى إجراء الانتخابات الرئاسية خلال شهر وذلك في إطار اتفاق مع العسكريين الذين أطاحوا به.
- 1437 هـ - إجراء انتخابات تشريعية في سوريا، وسط جدل دولي وانقسام داخلي.
- 1440 هـ - الرئيس الجزائري عبد العزيز بوتفليقة يُعلن عُدُوله عن الترشُّح لِولايةٍ خامسة وإرجاء الانتخابات الرئاسيَّة التي كانت مُقرَّرة في 18 نيسان (أبريل) 2019 بعد أسبوعين من الاحتجاجات الشعبيَّة الرافضة لِترشُّحه.
- 1443 هـ - فوز منتخب السنغال بكأس الأمم الأفريقية 2021 بعد تفوقه بركلات الترجيح أمام المنتخب المصري.
- 1444 هـ - مقتل 10 أشخاص بينهم امرأة وإصابة العشرات في اجتياح إسرائيلي لمدينة ومخيم جنين بالضفة الغربية.
- 1445 هـ - الحرس الثوري الإيراني يشن هجومًا بالصواريخ على أهداف في العراق وسوريا، وفي اليوم التالي في باكستان، وذلك ردًّا على تفجيرات كرمان. ردت باكستان بضرب أهداف في إيران.

## مواليد
- 499 هـ - ابن بري، عالم نحوي مسلم.
- 746 هـ - فرناندو الأول، ملك مملكة البرتغال.
- 1344 هـ - صلاح ذو الفقار، ممثل مصري.
- 1365 هـ - محمود عبد العزيز، ممثل مصري.
- 1368 هـ - طاهر النجادة، ممثل كويتي.
- 1369 هـ - طارق التلمساني، مدير تصوير وممثل مصري.
- 1382 هـ - فاخر فاخر، ممثل مصري.
- 1392 هـ - تامر السعيد، مخرج مصري.

## وفيات
- 440 هـ - أبو الريحان البيروني، عالم رياضيات وفيزياء وفلك مسلم.
- 1372هـ، محمد بن عبد العزيز بن ماضي، أمير في الدولة السعودية
- 1394 هـ - حسن شاكر شعاعي، شاعر إيراني.
- 1399 هـ - أحمد المستنبط، فقيه إيراني - عراقي.
- 1408 هـ - ميخائيل نعيمة، أديب وكاتب لبناني.
- 1410 هـ - رشاد خليفة، مواطن أمريكي من أصل مصري ادعى النبوة وشكك بمصداقية القرآن.
- 1426 هـ - مصلح العازمي، نائب في مجلس الأمة الكويتي.
- 1430 هـ - جورج حداد، كاتب وشاعر وصحفي أردني.
- 1441 هـ - محمد عمارة، مفكر وباحث وفيلسوف إسلامي مصري.
- 1442 هـ - أحمد طه ريان، فقيه أزهري مالكي مصري.
- 1443 هـ - سيد القمني، كاتب علماني مصري.

## وصلات خارجية
- موقع قصة الإسلام: حدث في شهر رجب.